# Jerilderie Football Club
Jerilderie Football Club là một câu lạc bộ bóng bầu dục Úc thi đấu ở Picola & District Football League. Câu lạc bộ nằm ở Jerilderie, New South Wales, một thị trấn ở vùng Riverina của New South Wales. Câu lạc bộ gia nhập giải đấu năm 2008 sau sự tan rã của Coreen & District Football League năm sau 99 năm tồn tại.
Câu lạc bộ 3 lần vô địch Murray Football League các năm 1983, 1987 và 1989.
Câu lạc bộ 3 lần vô địch (Coreen & District League) các năm 1999, 2000, 2003.
Câu lạc bộ cũng vô địch Picola & District Football League các năm 2009, 2012, 2013 và 2014 ở Hạng đấu Tây Bắc
Các cầu thủ đáng chú ý gồm Billy Brownless.

## Chức vô địch
- Southern Riverina Football League (1908-1931)
- Murray Football League 2nd XVIII (1932-1956)
  - 1933, 1934, 1937, 1938, 1951,
- Coreen & District Football League (1957-1963)
  - 1963
- Murray Football League (1964-1993)
  - 1983, 1987, 1989
- Coreen & District Football League (1994-2007)
  - 1999, 2000, 2003
- Picola & District Football League (NW) (2008 - nay)
  - 2009, 2012, 2013, 2014